# Duars Occidentals
Duars Occidentals (Western Duars) fou una comarca de l'Índia, al districte de Jalpaiguri a la província de Bengala Oriental i Assam i després a la província de Bengala, situada al peu de les muntanyes de l'Himàlaia. La seva superfície era de 4822 km².
Foren annexionats el 1865 juntament amb els Duars Orientals i la subdivisió de Kalimpong del districte de Darjeeling, com a resultat de la guerra amb Bhutan de 1864. Els rius principals són el Tista, el Daina, i el Jaldhaka. Les poblacions principals eren Alipur, Buxa, Falakata i Maynaguri.
El nombre de Duars occidentals era de 9:
- Bhalka, àrea 308 km²
- Bhatibari, àrea 386 km²
- Baxa, àrea 777 km²
- Chakao-Kshattriya, àrea 357 km²
- Madari, àrea 502 km²
- Lakshmipur, àrea 427 km²
- Maraghat, àrea 886 km²
- Mainaguri, àrea 800 km²
- Chengmari, àrea 379 km²